# Стефанова, Антоанета
Антоанета Стефанова (болг. Антоанета Стефанова; родилась 19 апреля 1979, София, Болгария) — болгарская шахматистка, десятая чемпионка мира по шахматам (2004—2006), чемпионка Европы (2002). Чемпионка мира по быстрым шахматам (2012).

## Биография
Начала заниматься шахматами в 4-летнем возрасте, а первую престижную награду завоевала в 1989 году, когда стала чемпионкой мира среди девочек до 10 лет. В августе 1992 года обыграла претенденток на Олимпиаде в Барселоне. Потом стала чемпионкой Европы среди девочек, по быстрым шахматам до 14 лет. В чемпионате мира в Москве в ноябре - первой половине декабря Стефанова играла с Чжу Чэнь и Александрой Костенюк, причём у Чжу Чэнь она выиграла, а вот в поединке с А. Костенюк 6 декабря 2001 года на тай - брейке уступила - 3:4. Победа далась Костенюк уверенно, Костенюк стала вице-чемпионкой с серебряной медалью, Стефановой досталась бронза. 
В 2002 году Стефанова стала международным гроссмейстером и вице-чемпионкой по блицу.
5 июня 2004 года Стефанова победила в финале за звание чемпионки мира среди женщин россиянку Екатерину Ковалевскую, с результатом 2,5:0,5 и стала 10-й чемпионкой мира по шахматам среди женщин.
С 22 ноября 2004 года Антоанета Стефанова носит звание «Почётный гражданин города Пловдива».
В 2012 году на чемпионате мира среди женщин в Ханты-Мансийске, заняла второе место, проиграв в финале на тай-брейке Анне Ушениной из Украины (2:2, 1½:½).
В 2021 году избрана в парламент Болгарии от коалиции «Есть такой народ». В апреле 2021 года выдвигалась на пост премьер-министра, но сразу вернула мандат на формирование правительства на том основании, что у протестных партий недостаточно голосов для формирования правительства, и подчеркнула своё нежелание формировать коалицию с ГЕРБ, БСП и ДПС.
В ноябре 2021 года в Риге заняла 22-е место на турнире «Большая женская швейцарка ФИДЕ».

## Изменения рейтинга
| Графики недоступны из-за технических проблем. См. информацию на Фабрикаторе и на mediawiki.org. |